# Ferocactus fordii
Ferocactus fordii ist eine Pflanzenart aus der Gattung Ferocactus in der Familie der Kakteengewächse (Cactaceae). Das Artepitheton fordii ehrt Lyman M. Ford aus San Diego.

## Beschreibung
Ferocactus fordii wächst meist einzeln mit kugelförmigen bis kurz zylindrischen Trieben und erreicht bei Durchmessern von 25 Zentimetern Wuchshöhen von bis zu 50 Zentimeter. Es sind etwa 21 gehöckerte Rippen vorhanden. Die Dornen sind grau. Die vier über Kreuz stehenden Mitteldornen sind quer gebändert, abgeflacht oder kantig und werden bis zu 7 Zentimeter lang. Die oberen drei Mitteldornen sind aufsteigend und gerade, der unterste ist absteigend und besitzt eine gebogene oder hakenförmige Spitze. Von den etwa 17 Randdornen stehen die beiden oberen ab, die restlichen sind ausstrahlend.
Die trichterförmigen Blüten sind rosapurpurfarben bis rosafarben. Sie erreichen eine Länge von bis zu 3 Zentimeter und weisen ebensolche Durchmesser auf. Die eiförmigen Früchte sind rosafarben bis gelb.

## Verbreitung, Systematik und Gefährdung
Ferocactus fordii ist im Westen des mexikanischen Bundesstaaten Baja California in einem kleinen Gebiet entlang der Küste verbreitet.
Die Erstbeschreibung als Echinocactus fordii erfolgte 1900 durch Charles Russell Orcutt. Nathaniel Lord Britton und Joseph Nelson Rose stellten sie 1922 in die Gattung Ferocactus.
Es werden die folgenden Unterarten unterschieden:
- Ferocactus fordii subsp. fordii
- Ferocactus fordii subsp. borealis N.P.Taylor

In der Roten Liste gefährdeter Arten der IUCN wird die Art als „Vulnerable (VU)“, d. h. als gefährdet geführt.

## Nachweise